# Mura di Caldana
Le mura di Caldana costituiscono il sistema difensivo del borgo di Caldana, nel comune di Gavorrano nella provincia di Grosseto.

## Storia
Una prima cinta muraria difensiva fu eretta in epoca medievale, a protezione del centro che iniziò a svilupparsi a partire dal 940.
Durante i secoli successivi, il passaggio del borgo nella Repubblica di Siena lo fece divenire uno dei luoghi strategici della zona, tanto che i senesi decisero di effettuare profondi interventi di ristrutturazione al preesistente sistema difensivo, tanto da renderlo un vero e proprio borgo fortificato. Tali lavori si svolsero in più riprese durante il periodo rinascimentale e la riqualificazione delle opere difensive a protezione del centro ebbe termine soltanto nella seconda metà del XVI secolo grazie alla famiglia Agustini, a cui fu ceduto il borgo dai granduchi di Toscana, dopo la definitiva caduta politica della Repubblica Senese.
Gli interventi tardo cinquecenteschi conferirono un aspetto ancor più fortificato di quello preesistente, tanto da poter essere citato come uno degli esempi di fortificazione alla moderna.

## Descrizione
Le mura di Caldana si sviluppano articolandosi lungo un perimetro quadrangolare. Si presentano rivestite in blocchi di pietra, con alcuni tratti cordonati, e tratti in cui si sono venute a sovrapporre le pareti esterne di edifici del centro storico.
Lungo la cinta muraria sono presenti quattro imponenti bastioni angolari, che contribuiscono in larga parte a conferire l'aspetto fortificato alle intere mura perimetrali. Ciascun baluardo presenta un basamento a scarpa più o meno pronunciato, con cordonatura che lo mette in continuità con la parte superiore della struttura.
Originariamente vi era una porta di accesso, che nel corso dei secoli è stata più volte modificata fino ad essere definitivamente chiusa.